# 耕雲本
耕雲本（こううんぼん）は、耕雲（花山院長親）が整えたとされる源氏物語の写本及びそれに由来する本文のことである。

## 概要
耕雲本とは、室町時代中期に耕雲（花山院長親）が将軍足利義持に献上した源氏物語の写本およびその写本のために整えた源氏物語の本文のことである。
旧注の一つ『明星抄』は、この「耕雲本」を「青表紙本でもなく河内本でもない」としており、それ以後の注釈書もほぼそのままこの記述を受け継いで来たため、かつてはこの「耕雲本」については「耕雲本」原本とそこからの転写本を一つの系統と考えて青表紙本でもなく河内本でもない耕雲が整えた第三の系統の本文であると考えられていた。そのような伝統的な考え方を受けて池田亀鑑の初期の本文研究の成果をとりまとめた『源氏物語系統論序説』などでは「耕雲本」を「青表紙本」、「河内本」と並ぶ一つの本文系統としてあげられており、これからの源氏物語の本文研究の課題として「できるだけ多くの写本を集め、青表紙本、河内本及び耕雲本の性格を明らかにする必要がある。」等とされていた。また青表紙本でも河内本でもないということでこの耕雲本を別本の一つに位置づける見解もあった。しかしながら実際に耕雲本に属するとされる高松宮本等の写本の本文の内容を巻別に青表紙本や河内本と比較してみると、松風の1帖のみが青表紙本系統。宇治十帖の中の橋姫、宿木、東屋、浮舟、蜻蛉、手習、夢浮橋の7帖が別本。他は河内本系統という河内本を主体とした取り合わせ本であることが明らかになった。そのため、現在では耕雲本を青表紙本や河内本と並ぶ一つの本文系統としてあげることはなく、耕雲本に由来する写本は「河内本の中の一系統」かまたは「河内本を主体とする取り合わせ本」として扱われるようになっている。

## 巻末の跋歌
耕雲本は、各巻の巻末に以下のような巻名を詠み込んだ耕雲による跋歌と耕雲の署名を記していることを一つの特徴としている。
- 桐壺 ことの葉のちゝのなさけもきりつぼの秋のこゝろやはしのなりけん
- 帚木 跋歌は無く「本云此巻無耕雲之歌」と記されている。
- 空蝉 かすならぬ身をうつせみのから衣うすきになしてなにうらみけん
- 夕顔 置露のはかなくきえし夕かほはけにくちおしの花のちきりや
- 若紫 すゑつゐにふかさそまさるむらさきの一もとゆへにそめしこゝろは
- 末摘花 ふかゝらぬ心そ見えしくれなゐのすゑつむ花の色やあせたる
- 紅葉賀 神無月みゆきのにはの舞の袖かさすもみちは色なかりけり
- 花宴 はてはまたすまのわかれになけく哉おほろ月夜の花の名残を
- 葵 うかりけるもの見事の我からにめぐりあふひのけふもうらめし
- 賢木 たのまめやたをる榊のことの葉ゝかはらすなからかはるこゝろを
- 花散里 袖の香をのちしのへとや橘の花ちるさとにやとをかりけむ
- 須磨 しほなれてほさぬなみたのころもてをたれかみとせのすまのうら人
- 明石 あかしかたよその恨の袖ぬれて松よりこえし浪のこゝろよ
- 澪標 袖ぬらすけふはうき世の身をつくしのちにそふかきしるしをもみし
- 蓬生 里はあれて軒をあらそふよもきふのもとの心にわけしわりなさ
- 関屋 なをそうき行あふさかの名のみしてむねにせきやる下の涙は
- 絵合 なにとかはまことすくなき絵合のそのかちまけをしゐてさためむ
- 松風 ことかよふちきりもたえぬ中の緒になけきくはゝるみはねのまつ風
- 薄雲 おもかけのたちそふさへにかなしきはきえしけふりのあとのうす雲
- 朝顔 ほのかにもみるへきはなのあさかほをいかのへたつるきりのまかきそ
- 少女 いにしへの雲のかよひ路跡ふりぬきをとめのすかたいまはわすれよ
- 玉鬘 夕かほのなこりの露の玉かつらいかなるすちに又みたれけん
- 初音 鶯の初音のけふのひめこまつきかはや見はや千代の春まで
- 胡蝶 よしやそのあそふこてふの夢の世にみはてぬ花の春のさかりは
- 蛍 われもまた思ひにもえてかこつかな面影見せし夜半のほたるを
- 常夏 たれかしるもとのかきねはあれはてゝとこなつかしき花のかた見を
- 篝火 光なきむねのほのほのしられねはもゆとやみけるよそほかゝり火
- 野分 野分せし秋の篭のはなのかほわれもしほれて物おもへとや
- 行幸 ふりけるみゆきの跡そ小塩山たえなんとする道いかにせむ
- 藤袴 むらさきのゆかりもつらし藤はかまつるゝ露のかことはかりは
- 真木柱 槇はしらたちはなれても身にそふは人につゆらぬ涙なりけり
- 梅枝 春の色ものとかにうたふ梅か枝に又こゑそふる宮のうぐひす
- 藤裏葉 けふはまたあさきちきりの色もなし藤のうら葉のうらみのこすな
- 若菜上 けふはまつよそちのわかなつみそめつ老すしなすの春をちきらむ
- 若菜下 跋歌は無く「本云此巻無耕雲歌」と記されている。
- 柏木 うかりけるたかねき事のはてならむしけきなけきのもりのかしは木
- 横笛 つたへきてしらへかはらぬよこふえにむかしをしのふねをやそへけむ
- 鈴虫 ふりすてしもとのうき世の秋とたにわせれむとすれはすゝむしのこゑ
- 夕霧 心さへはれぬゆきゝにまよふかな夕きりふかきをのゝほそみち
- 御法 さりともとたのむみのりの蓮葉になとかけとめぬ露の命そ
- 幻 まほろしにいさことゝはむ別にし玉の行ゑにありやなしやと
- 雲隠 見るやいかに心の月の雲かくれかくれぬ物をもとの光は
- 匂宮 にほふ梅かほるさくらも色／＼によしやあたなり花もひと時
- 紅梅 くれなゐの梅さく窓は心せよひまもとむなりよその春風
- 竹河 ふかゝらぬちきりしらるゝ竹川の行すゑたのむ一ふしもなし
- 橋姫 今みても袖こそぬるれ橋姫の心くまるゝうちの川木
- 椎本 散はてし椎かもとこそあはれなれたちよるかけもあらしふきけり
- 総角 つゐにきてこゝろもとけぬあけまきのなとなをさりによりあひにけん
- 早蕨 おりふしのうつるを見てもかなしきはわすれかたみにつめる早蕨
- 宿木 世を秋のたよりうれしきやとり木になにともよほす袖のしくれそ
- 一名かほ鳥 あはれなとむかしおほゆるかほ鳥をおなししけみに猶たつねけむ
- 東屋 あつまやのほとなかるへきちきりゆへ袖ぬらせとのあまそゝきかな
- 浮舟 一かたによるへさためぬうき舟のうき名をさへになかしけるかな
- 蜻蛉 かけろふのあるかなきかの身をしらは人のうき世をさのみなけかし
- 手習 みつくきのあとはかもなきてならひになみたなからやかきなかすらん
- 夢浮橋 ありなしのふたつにわたる道たえてみしはきのふの夢のうきはし
- 一名法のし 色にそむこゝろのぬしをたつねみよ法のしるへはほかにやはある

以上の跋歌に現れる巻名や巻序について、若菜下巻や雲隠の扱いについてはしばしば古い時代の巻序に現れるものであるが、貌鳥や法の師については余り例が無いものの、寺本直彦による「かつて宿木巻の後半部分は宿木とは別の貌鳥という巻であり、夢浮橋巻の後半部分は夢浮橋とは別の法の師という巻であった」とする説の根拠の一つになっている。

## 奥書の署名
耕雲本の特色の一つは各巻の巻末に耕雲による奥書を持つことである。この奥書の署名の名義は巻ごとに、また同じ巻でも写本ごとに細かく異なるが、なぜそのような異なりが生じるのかは不明である。
| 巻序 | 巻名   | 高松宮家本     | 金子元臣旧蔵本 | 伝冷泉為清筆本 |
| 1    | 桐壺   | 畊雲山人明魏誌 | 畊雲山人明魏誌 | 署名を欠く     |
| 2    | 帚木   |                |                | 署名を欠く     |
| 3    | 空蝉   | 耕雲上人判     | 耕雲山人判     | 署名を欠く     |
| 4    | 夕顔   | 畊雲山人明魏   | 畊雲山人明魏題 | 畊雲山人明魏題 |
| 5    | 若紫   | 畊雲山人       | 畊雲散人明魏   | 耕雲散人明魏   |
| 6    | 末摘花 | 畊雲山人明魏判 | 畊雲山人明魏判 | 畊雲山人明魏   |
| 7    | 紅葉賀 | 畊雲山人明魏題 | 畊雲山人明魏題 | 畊雲山人明魏題 |
| 8    | 花宴   | 畊雲山人明魏   | 畊雲山人明魏判 | 畊雲山人明魏判 |
| 9    | 葵     | 畊雲山人明魏   |                | 署名を欠く     |
| 10   | 賢木   | 畊雲山人明魏   | 畊雲山人明魏判 | 耕雲山人明魏判 |
| 11   | 花散里 | 畊雲山人明魏   | 畊雲散人判     | 畊雲散人判     |
| 12   | 須磨   | 畊雲山人明魏題 | 畊雲山人明魏題 | 畊雲山人明魏題 |
| 13   | 明石   | 畊雲山人       | 欠巻           | 畊雲山人題     |
| 14   | 澪標   | 畊雲山人       | 耕雲散人明魏   | 耕雲散人明魏   |
| 15   | 蓬生   | 畊雲山人明魏   | 畊雲山人明魏題 | 畊雲山人明魏題 |
| 16   | 関屋   | 畊雲山人明魏   | 畊雲山人明魏判 | 耕雲山人明魏判 |
| 17   | 絵合   | 畊雲山人明魏題 | 欠巻           | 畊雲山人明魏題 |
| 18   | 松風   | 畊雲山人       | 畊雲山人判     | 畊雲山人判     |
| 19   | 薄雲   | 耕雲山人明魏判 | 耕雲山人明魏判 | 署名を欠く     |
| 20   | 朝顔   | 畊雲山人明魏判 | 畊雲山人明魏判 | 耕雲山人明魏判 |
| 21   | 少女   | 畊雲山人       |                | 耕雲山人明魏題 |
| 22   | 玉鬘   | 畊雲山人明魏   | 畊雲山人明魏   | 畊雲山人明魏   |
| 23   | 初音   | 耕雲山人明魏   | 畊雲山人判     | 署名を欠く     |
| 24   | 胡蝶   | 耕雲山人       | 畊雲山人明魏題 | 畊雲山人明魏題 |
| 25   | 蛍     | 畊雲山人明魏   | 耕雲山人明魏題 | 耕雲山人明魏題 |
| 26   | 常夏   | 畊雲山人       | 畊雲山人明魏   | 畊雲山人明魏   |
| 27   | 篝火   | 畊雲山人明魏   | 畊雲山人題     | 畊雲山人題     |
| 28   | 野分   | 畊雲山人       | 畊雲散人明魏判 | 畊雲散人明魏判 |
| 29   | 行幸   | 耕雲山人明魏   | 畊雲山人明魏   | 畊雲山人明魏   |
| 30   | 藤袴   | 耕雲山人       | 耕雲山人明魏判 | 署名を欠く     |
| 31   | 真木柱 | 耕雲山人       | 欠巻           | 畊雲散人判     |
| 32   | 梅枝   | 畊雲山人明魏   | 畊雲散人題     | 耕雲散人題     |
| 33   | 藤裏葉 | 耕雲山人       | 欠巻           | 畊雲山人判     |
| 34   | 若菜上 | 畊雲山人       | 耕雲山人明魏   | 青表紙本別筆   |
| 35   | 若菜下 |                | 欠巻           | 青表紙本別筆   |
| 36   | 柏木   | 耕雲山人       | 畊雲山人明魏判 | 畊雲山人明魏   |
| 37   | 横笛   | 畊雲山人判     | 欠巻           | 畊雲山人判     |
| 38   | 鈴虫   | 畊雲山人明魏   | 署名を欠く     | 畊雲山人題     |
| 39   | 夕霧   | 畊雲山人題     | 畊雲山人題     | 畊雲山人題     |
| 40   | 御法   | 耕雲山人       | 耕雲山人明魏   | 畊雲山人明魏   |
| 41   | 幻     | 畊雲山人明魏   | 耕雲散人明魏   | 耕雲散人明魏   |
| 42   | 匂宮   | 耕雲山人       | 欠巻           | 耕雲山人判     |
| 43   | 紅梅   | 耕雲山人       | 欠巻           | 耕雲山人判     |
| 44   | 竹河   | 畊雲山人明魏   | 畊雲山人明魏   | 畊雲山人明魏   |
| 45   | 橋姫   | 畊雲山人       | 畊雲山人書     | 署名を欠く     |
| 46   | 椎本   | 畊雲山人題     | 欠巻           | 畊雲山人題     |
| 47   | 総角   | 耕雲題         |                | 青表紙本別筆   |
| 48   | 早蕨   | 畊雲山人題     | 畊雲山人題     | 署名を欠く     |
| 49   | 宿木   | 畊雲山人       | 耕雲山人題     | 畊雲山人題     |
| 50   | 東屋   | 畊雲山人       | 欠巻           | 青表紙本別筆   |
| 51   | 浮舟   | 耕雲山人       | 欠巻           | 畊雲題         |
| 52   | 蜻蛉   | 畊雲山人明魏題 | 欠巻           | 耕雲題         |
| 53   | 手習   | 畊雲山人題     | 畊雲山人題     | 畊雲山人題     |
| 54   | 夢浮橋 | 畊雲山人明魏   | 欠巻           | 青表紙本別筆   |

## 主要な伝本
耕雲本とされる伝本として以下のようなものが確認されている。
- 高松宮家本[6]
- 金子本[7]
- 冷泉為清筆本
五四帖揃い本。若菜上下・総角・東屋・夢浮橋の五帖は別筆（青表紙本）、その他帚木・葵に別人の加筆がある（青表紙本）。桐壺・帚木・空蝉・葵・薄雲・初音・藤袴・橋姫・早蕨には耕雲の跋歌と署名がない。大島雅太郎旧蔵[8][9]。
- 曼殊院本
- 上野図書館蔵本
蜻蛉巻のみの零本。高松宮家本からの転写本
- 伝二条為氏筆薄雲・朝顔[10][11][12]
保坂潤治旧蔵本・現天理図書館蔵（善本叢書本）